# Japan Transocean Air
Japan Transocean Air (JTA) (яп. 日本トランスオーシャン航空株式会社, ниппон торансуо:сян ко:ку: кабусики гайся)(яп. 日本トランスオーシャン航空株式会社 ниппон торансуо:сян ко:ку: кабусики гайся) — регіональна авіакомпанія Японії зі штаб-квартирою в місті Наха (префектура Окінава), що працює у сфері регулярних пасажирських перевезень по аеропортах Японії.

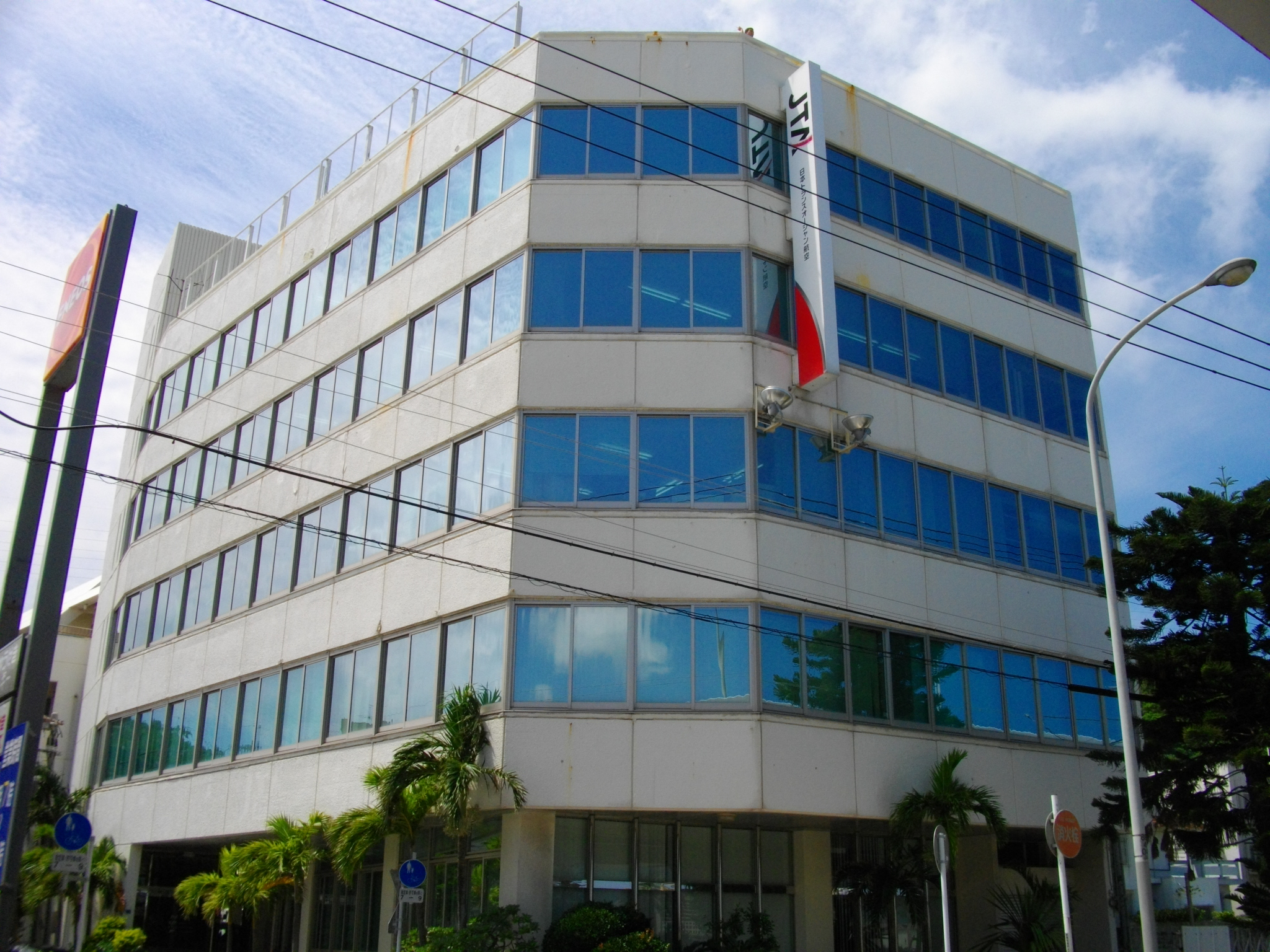
Штаб-квартира авіакомпанії Japan Air Transocean

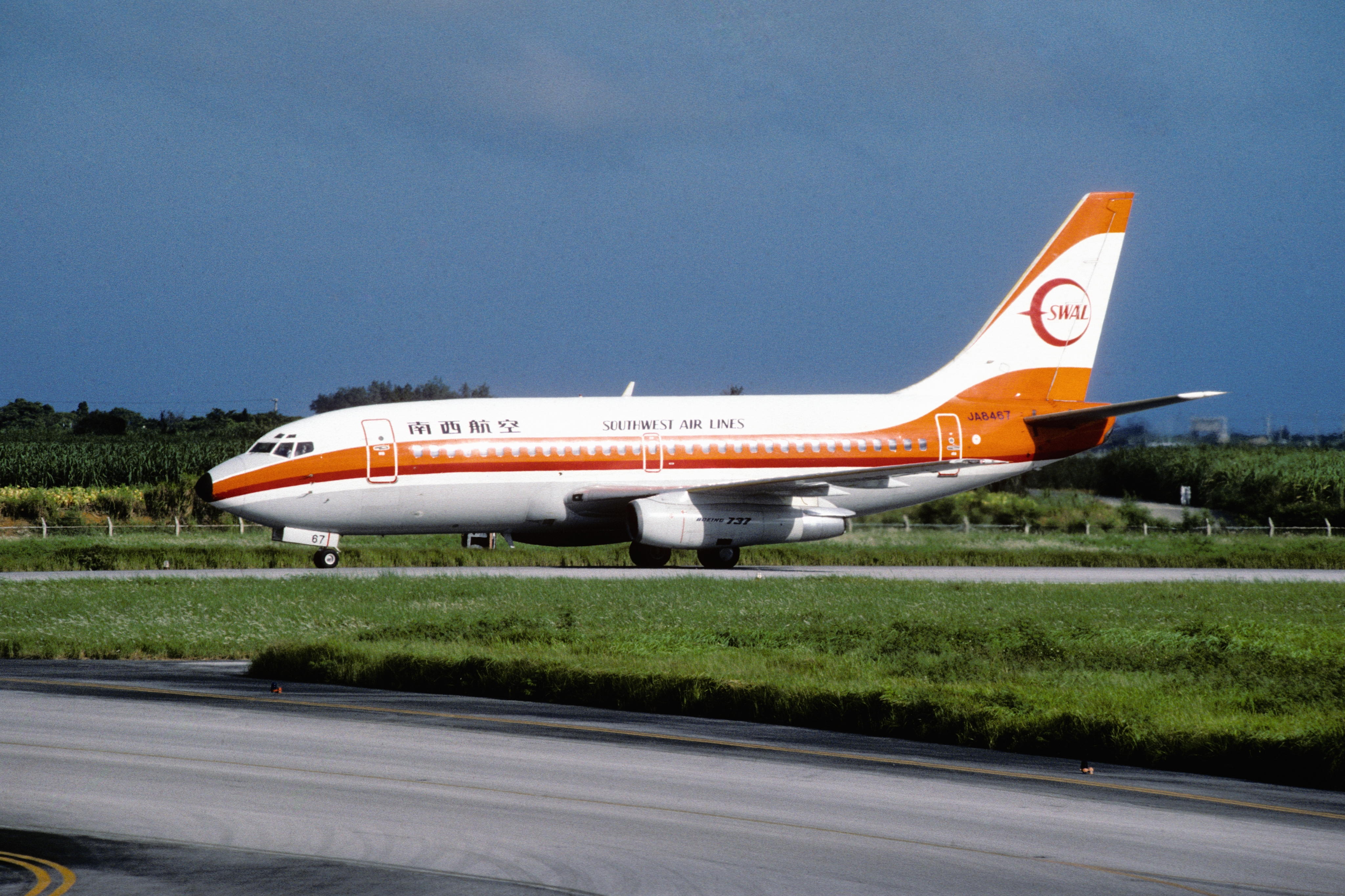
Boeing 737-200 авіакомпанії Southwest Air Lines

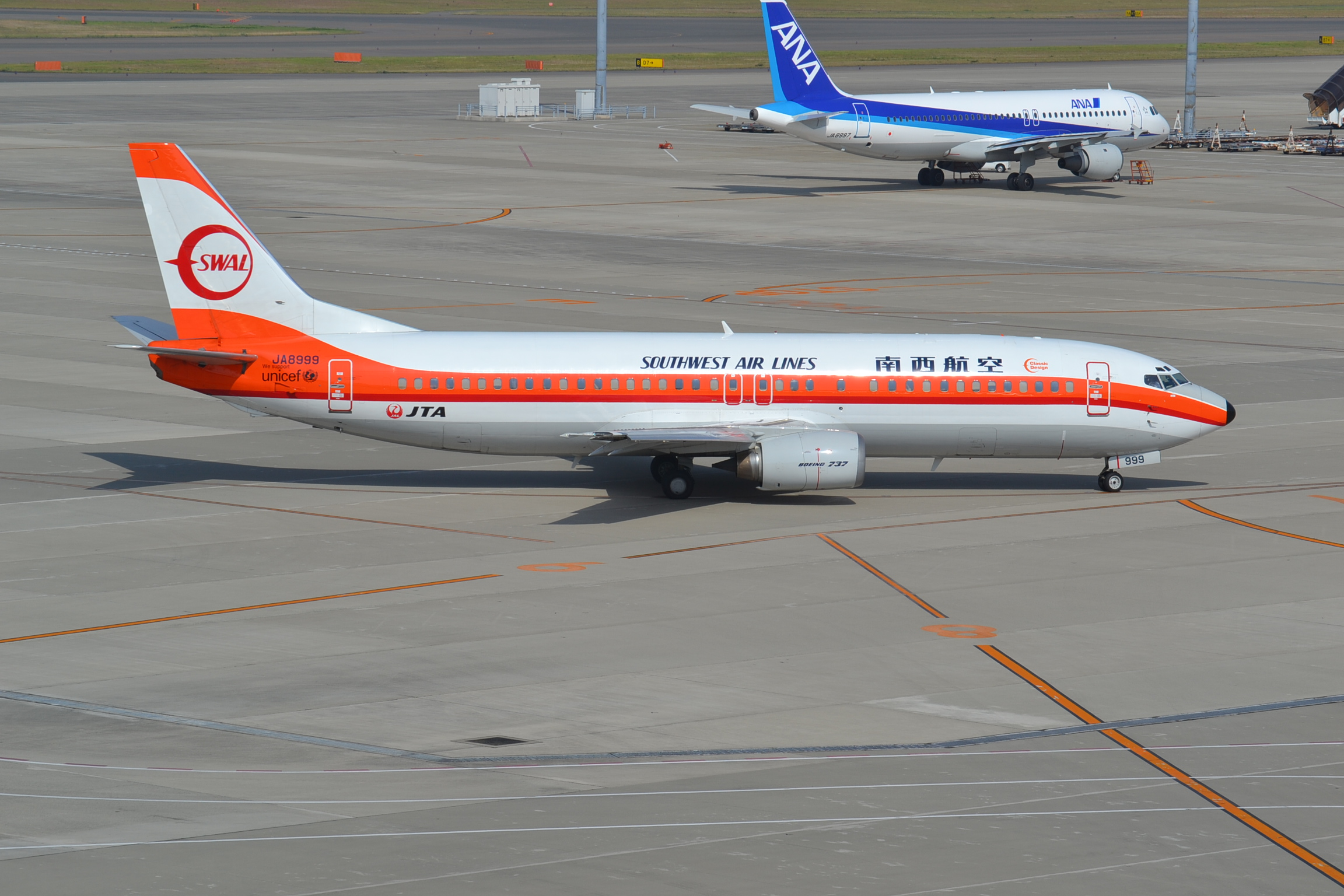
Boeing 737-400 авіакомпанії Japan Transocean Air в ретроливрее Southwest Air Lines в міжнародному аеропорту Тюбу Центральний (Нагоя, Японія), 2013 рік

Портом приписки перевізника і його головним транзитним вузлом (хабом) є аеропорт Наха. З 1967 по 1993 роки авіакомпанія працювала під офіційною назвою Southwest Air Lines.

## Історія
Авіакомпанія Southwest Air Lines (яп. 南西航空, нансэй ко:ку:)(яп. 南西航空 нансэй ко:ку:) була заснована 20 червня 1967 року і початку операційну діяльність вже в наступному місяці. У липні 1993 року компанія змінила офіційну назву на Japan Transocean Air. Власниками перевізника є флагманська авіакомпанія Japan Airlines (51,1 %), адміністрація аеропорту Наха (17 %), адміністрація префектури Окінава (12,9 %) та інші акціонери (19,1 %). У березні 2007 року штат перевізника налічував 754 співробітника.
Авіакомпанія спочатку експлуатувала літаки Convair 240, потім NAMC YS-11, у цьому періоді весь флот складається з лайнерів Boeing 737.
Japan Transocean Air володіє 72,9 % власності іншої японської авіакомпанії Ryukyu Air Commuter.

## Маршрутна мережа

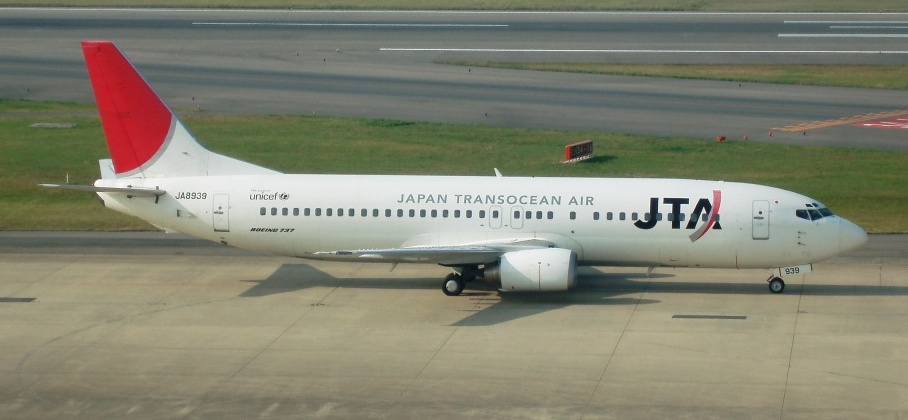
Boeing 737-400 авіакомпанії Japan Air Transocean

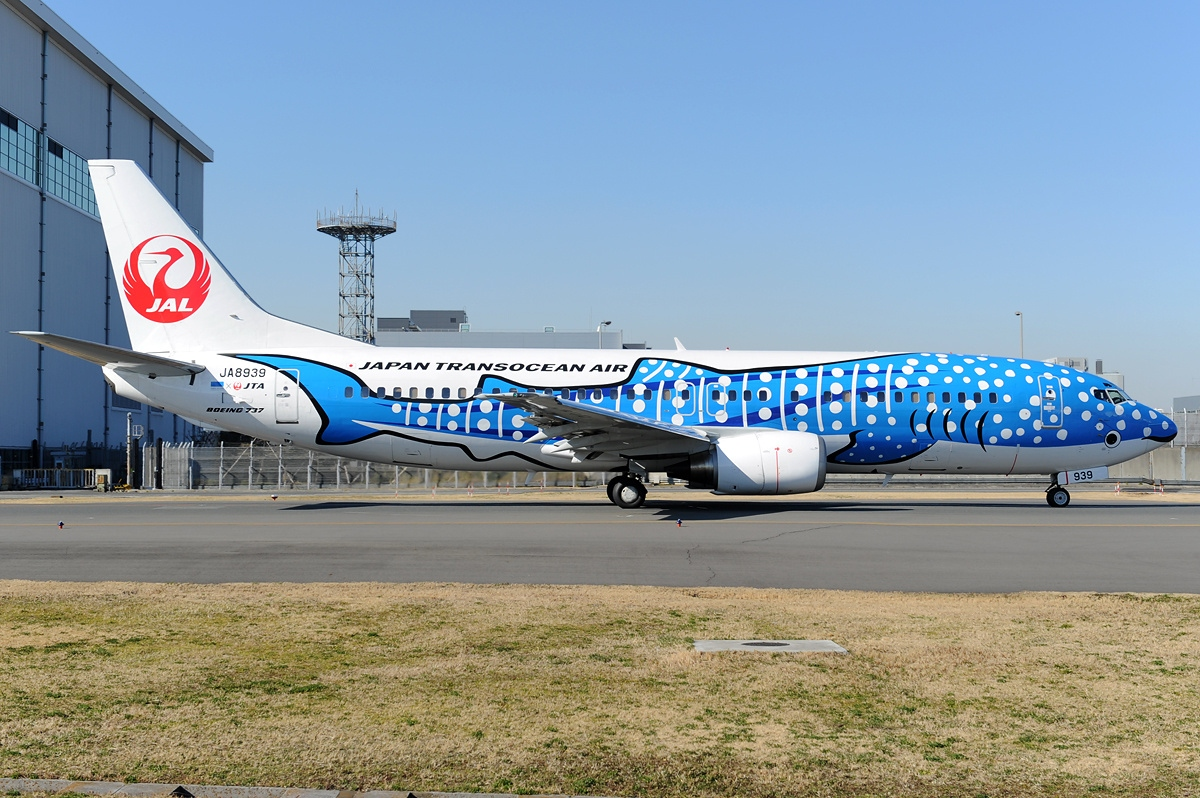
Boeing 737-400 авіакомпанії Japan Transocean Air особливої лівреї

У квітні 2014 року маршрутна мережа регулярних перевезень авіакомпанії Japan Transocean Air охоплювала наступні пункти призначення
:
- Тюбу
  - префектура Ісікава
    - Комацу — аеропорт Комацу
- Тюгоку
  - Окаяма
    - Окаяма — аеропорт Окаяма
- Кансай
  - Осака
    - Осака
      - міжнародний аеропорт Кансай
      - міжнародний аеропорт Осака
- Канто
  - Токіо
    - Ота — міжнародний аеропорт Ханеда

Кюсю
- префектура Фукуока
  - Фукуока — аеропорт Фукуока
  - Кітакюсю — аеропорт Кітакюсю

- префектура Окінава
  - Ішігакі — аеропорту Ішігакі
  - Кумедзима — аеропорт Кумедзіма
  - Міякоджіма на острові Міяко — аеропорт Міяко
  - Наха на острові Окінава — аеропорт Наха
  - Йонагуні — аеропорт Йонагуні

Сікоку
- префектура Ехіме
  - Мацуяма — аеропорт Мацуяма
- префектура Коті
  - Коті — аеропорт Коті

### Скасовані маршрути
- Архіпелаг Рюкю
  - префектура Окінава
    - Сімодзі в Міякоджімі — аеропорт Сімодзі[4]

## Флот

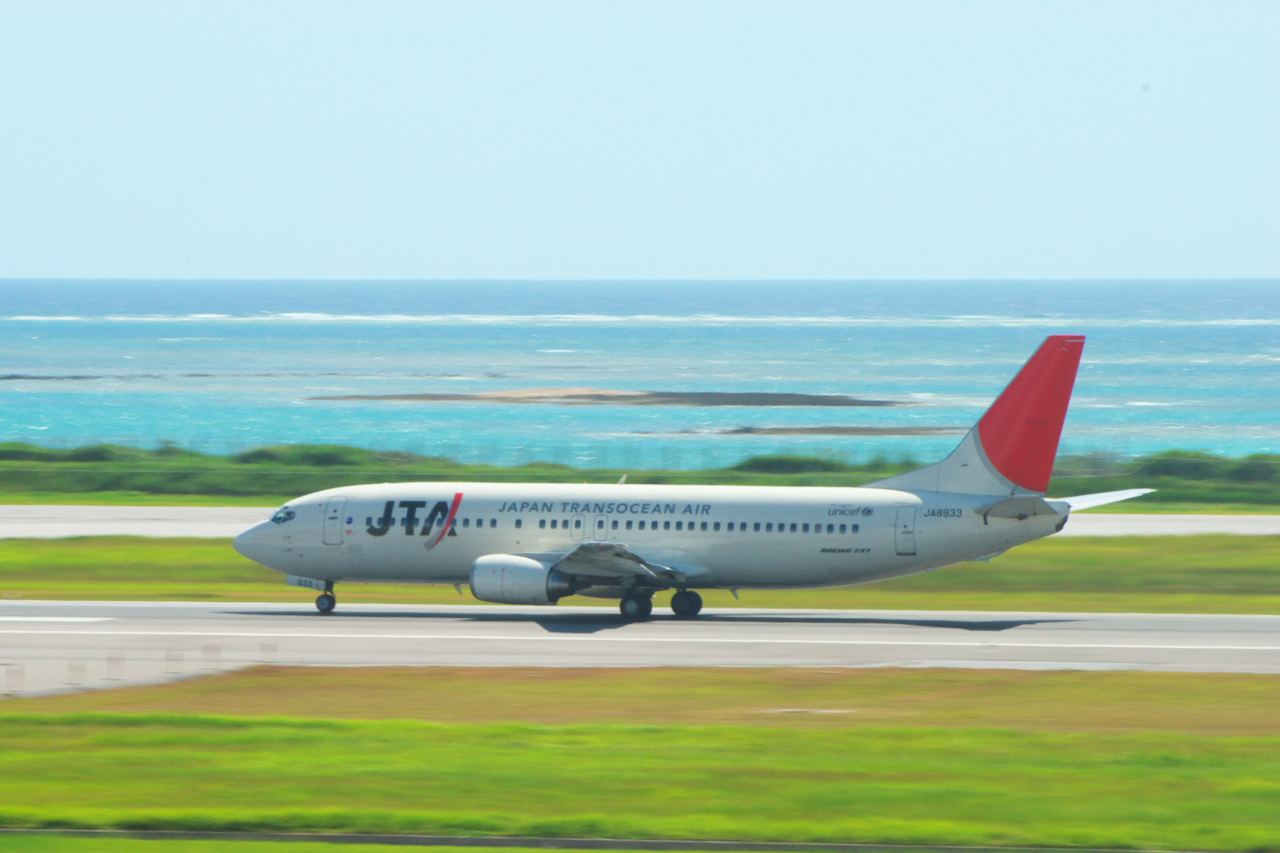
Boeing 737-429 авіакомпанії Japan Air Transocean

У червні 2014 року повітряний флот авіакомпанії Japan Transocean Air складали наступні літаки:

### Раніше в експлуатації
- Boeing 737-200[7]
- Boeing 767-200[8]
- NAMC YS-11

## JAL Mileage Bank

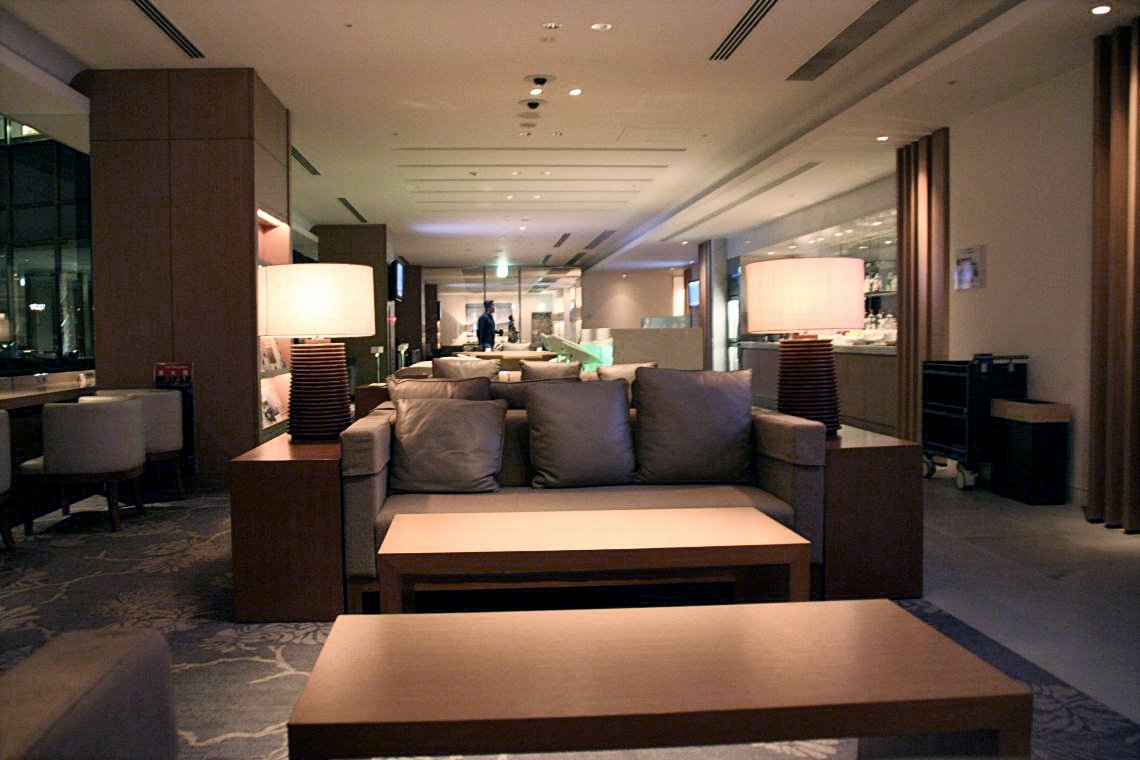
Зал підвищеної комфортності «Sakura» в Терміналі 2 міжнародного аеропорту Наріта

JAL Mileage Bank (JMB) — бонусна програма заохочення часто літаючих пасажирів холдингу «JAL Group», що поширюється на авіакомпанії Japan Airlines, JAL Express, Japan Transocean Air, Air Commuter, J-Air і Ryukyu Air Commuter. Умови програми поширюються на всіх партнерів JAL глобального авіаційного альянсу пасажирських перевезень Oneworld, а також на Air France, China Eastern Airlines і Emirates Airline. Більшість учасників бонусної програми є членами рівнів «JMB Fly On Program», елітні рівні програми надаються з присвоєнням членства в групі «JAL Global Club (JGC)».
Вступ в програму JAL Mileage Bank безкоштовно, милі дійсні по останній день місяця, наступного за періодом 36 місяців з дня вчинення польоту, або транзакції по картці в рамках спільних банківських програм. Членство в бонусній програмі може бути анульовано, якщо протягом 36 місяців не було накопичено ні однієї милі.

### JMB Fly On
Програма заохочення часто літаючих пасажирів «JMB Fly On» має чотири рівня участі — «Crystal» (початковий), «Sapphire», «JGC Premier» та «Diamond», які присвоюються у відповідності з кількістю здійснених польотів за один календарний рік. Класифікаційні бали заробляються на рейсах авіакомпаній холдингу JAL Group і альянсу Oneworld і використовуються для розрахунку рівня членства в бонусній програмі, включаючи зниження і підвищення рівнів в програмі JMB Fly On. Власники вищих рівнів бонусної програми мають максимальні привілеї, включаючи гарантоване місце в економічному класі на будь-який рейс авіакомпаній групи JAL, перевезення наднормативного багажу, пріоритет на листі очікування, позачергову реєстрацію на рейс та доступ до залів підвищеної комфортності компаній групи JAL і її партнерів. Календарний рік у бонусній програмі починається 1 квітня і закінчується 31 березня наступного року.

#### Crystal
«Crystal» («кришталь») — початковий рівень бонусної програми «JMB Fly On», який присвоюється при накопиченні 30 000 балів, або при здійсненні 30 польотів та накопиченні 10 000 балів протягом календарного року. Після двох місяців з дня кваліфікації на рівень власники даного рівня мають право на пріоритет на листі очікування, 50 % бонус на накопичені милі, доступ до залів підвищеної комфортності на внутрішніх рейсах (при цьому, за відвідування тих залів знімаються бонусні милі з поточного рахунку), позачергову реєстрацію на стійках бізнес-класу (Executive Class) на міжнародних напрямках, право реєстрації на спецстойках «JGC» і пріоритетне отримання багажу на внутрішніх авіалініях з квитками класу J і вище, додатково 10 кг багажу, пріоритетну реєстрацію і посадку на міжнародні рейси з квитками класу J і вище. Протягом одного календарного року власник рівня «Crystal» має право на 10 безкоштовних підвищень класу на рейсах групи JAL. Рівень «Crystal» повністю відповідає статусу «Ruby» в загальній бонусній програмі альянсу Oneworld, привілеї якого поширюються на усіх постійних та афілійованих членів альянсу.

#### Sapphire
Перехід на рівень «Sapphire» («сапфір») відбувається при накопиченні 50 тисяч балів, або при здійсненні 50 польотів та накопиченні 15 тисяч балів. Після двох місяців з дня кваліфікації на рівень власникам даного рівня нараховуються збільшені на 100 % бонусні милі. «Sapphire» надає право на доступ до залів підвищеної комфортності JAL і «Sakura» власнику рівня і його супутнику, який має квиток на рейс авіакомпаній групи JAL, право реєстрації на стійках Першого класу на міжнародних рейсах і на стійках «JGC» на внутрішніх рейсах авіакомпаній групи JAL, пріоритетне отримання багажу, можливість перевезення до 20 кг додаткового багажу. Членам рівня бонусної програми «Sapphire» пропонується вступити в програму «JAL Global Club» (див. нижче). Протягом одного календарного року власник рівня «Sapphire» має право на 20 безкоштовних підвищень класу на рейсах групи JAL. Рівень «Sapphire» повністю відповідає однойменним статусу в загальній бонусній програмі альянсу Oneworld, привілеї якого поширюються на усіх постійних та афілійованих членів альянсу.

#### JGC Premier

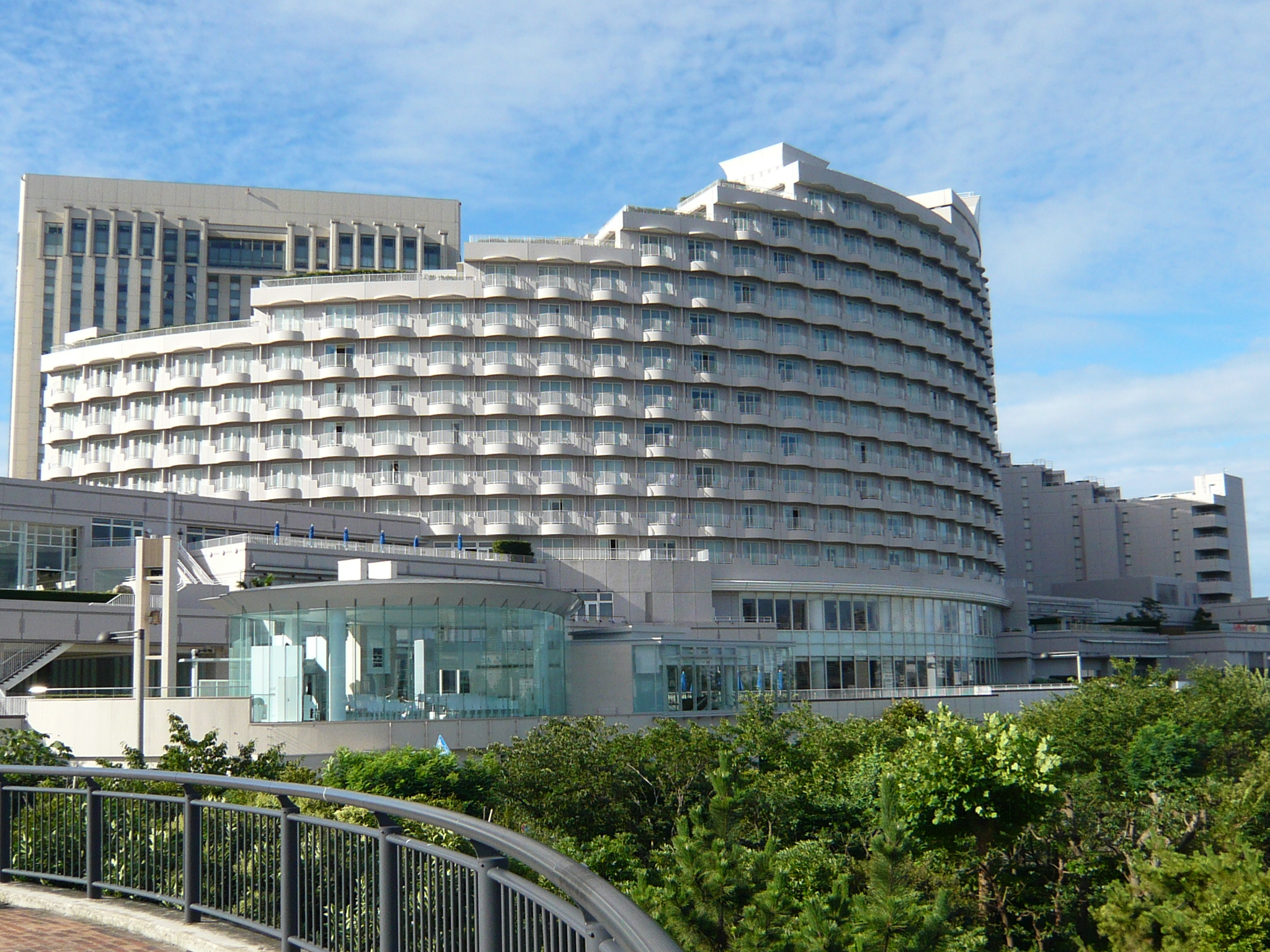
Готель Nikko Tokyo — партнер бонусної програми «JMB Fly On»

При накопиченні протягом календарного року 80 тисяч балів, або при здійсненні 80 польотів та накопиченні 25 тисяч балів, учасник програми переходить на рівень «JGC Premier». Після двох місяців з дня кваліфікації на рівень власникам даного рівня крім привілеїв попереднього рівня участі пропонується сервіс залів підвищеної комфортності Першого класу для самого власника і його супутника, має квиток на рейси авіакомпаній групи JAL, право пріоритетної реєстрації на стійках Першого класу на внутрішніх і міжнародних напрямках, право позачергової посадки на рейс. З квітня наступного року та протягом одного календарного року власник рівня «JGC Premier» має право на 30 безкоштовних підвищень класу на рейсах групи JAL, отримує три безкоштовних купона на відвідування «Sakura Lounge», купон на одну добу в готелях — партнерах JAL, п'ять купонів на відвідування клубів «Century 21 Club» і один купон на квітковий подарунковий набір. Рівень «JGC Premier» повністю відповідає статусу «Emerald» в загальній бонусній програмі альянсу Oneworld, привілеї якого поширюються на усіх постійних та афілійованих членів альянсу.

#### Diamond
Перехід на вищий рівень «Diamond» («Діамантові») бонусної програми «Fly On» здійснюється при накопиченні 100 тисяч балів, або при здійсненні 120 польотів та накопиченні 35 тисяч балів протягом одного календарного року. Після двох місяців з дня кваліфікації на рівень і протягом року, починаючи з квітня наступного місяця, власникам даного рівня крім привілеїв попереднього рівня участі пропонується можливість 40 безкоштовних підвищень класу на рейсах групи JAL, два купона на одну добу кожен в готелях — партнерах JAL і членська клубна карта «Century 21 Club». Рівень «Diamond» повністю відповідає статусу «Emerald» в загальній бонусній програмі альянсу Oneworld, привілеї якого поширюються на усіх постійних та афілійованих членів альянсу.

### JAL Global Club
Членам бонусної програми «JAL Global Club» пропонується ексклюзивне сервісне обслуговування з вищим рівнем меню та винної карти на рейсах авіакомпаній групи JAL, в залах підвищеної комфортності Першого класу JAL, авіакомпаній — партнерів JAL по авіаальянсу Oneworld та іншими партнерами. Членами «JGC» стають пасажири, що мають 50 тисяч балів протягом календарного року, або зробили протягом року 50 польотів на рейсах авіакомпаній групи JAL і мають мінімум 15 тисяч бонусних балів. Програма передбачає довічне членство.
Учасники «JGC» автоматично отримують рівень «Oneworld Sapphire» глобального альянсу Oneworld.

## Авіаподії та інциденти
- 26 серпня 1982 року. Boeing 737-2Q3 (реєстраційний JA8444) авіакомпанії Southwest Air Lines, що виконував регулярний рейс 611, викотився за межі злітно-посадочної смуги при посадці в аеропорту Ісігакі. З 138 пасажирів, що перебували на борту літака, ніхто не постраждав, проте декілька людей отримали травми при проведенні аварійної евакуації[21].